# چرخه زندگی ویروس
چرخه زندگی ویروس به روند ورود، تکثیر، نهفتگی و انتشار ویروس‌ها در بدن یک موجود زنده اشاره دارد. ویروس‌ها فقط با فرمان دادن به دستگاه تولید مثل سلول‌ها، و جایگزین کردن تولید مثل ساختار ژنتیکی ویروس به جای آن، قادر به تکثیر خود هستند؛ بنابراین، ویروس نمی‌تواند در خارج از سلول فعال بوده یا تکثیر شود. در نتیجه برای زنده ماندن کاملاً به یک سلول میزبان وابسته‌است. بیشتر ویروس‌ها گونه‌های خاص هستند و ویروس‌های مرتبط معمولاً فقط محدوده کوچکی از گیاهان، حیوانات، باکتری‌ها یا قارچ‌ها را آلوده می‌کنند.

## روند چرخه زندگی ویروس

### ورود ویروس
ویروس برای تکثیر و در نتیجه ایجاد عفونت، باید وارد سلول‌های ارگانیسم میزبان شده و از مواد آن سلول‌ها استفاده کند. برای ورود به سلول‌ها، پروتئین‌های موجود در سطح ویروس، با پروتئین‌های سلول ارتباط برقرار می‌کنند. اتصال یا جذب، بین ذرات ویروسی و غشای سلول میزبان اتفاق می‌افتد. یک سوراخ در غشای سلولی تشکیل می‌شود، سپس ذره ویروس یا محتوای ژنتیکی آن در داخل سلول میزبان، جایی که ممکن است تکثیر ژنوم ویروسی آغاز شود، منتشر می‌شود.

### همتاسازی
در مرحله بعد، ویروس باید همتاسازی سلول میزبان را در اختیار بگیرد. در این مرحله، تمایز بین حساسیت و مجاز بودن سلول میزبان صورت می‌گیرد. مجاز بودن نتیجه عفونت را تعیین می‌کند. پس از برقراری کنترل و تنظیم محیط برای کپی کردن ویروس از نسخه‌های خود، تکثیر سریع در ابعاد میلیونی انجام می‌شود.

### انتشار ویروس
پس از آنکه ویروس نسخه‌های زیادی از خودش را ساخت، معمولاً سلول منابع خود را از بین می‌برد. سلول میزبان اکنون دیگر برای ویروس مفید نیست؛ بنابراین اغلب سلول می‌میرد و ویروس‌های تازه تولیدشده، باید میزبان جدیدی پیدا کنند. فرایندی که توسط آن ویروس‌های تازه تولید شده برای یافتن میزبان جدید منتشر می‌شوند را پراکنش یا انتشار می‌نامند.

### نهفتگی ویروس
برخی از ویروس‌ها برای گریز از اقدام دفاعی سلول میزبان یا دستگاه ایمنی، یا به این دلیل که تکثیر مداوم به نفع این ویروس نیست، می‌توانند درون یک سلول مخفی شوند. این مخفی شدن نهفتگی تلقی می‌شود. در طی این مدت، ویروس تکثیر نمی‌شود و تا زمانی که محرک‌های خارجی مانند نور یا استرس، باعث فعال شدن آن نشود، غیرفعال می‌ماند.